# Lightbournus
Lightbournus is een geslacht van weekdieren uit de klasse van de Gastropoda (slakken).

## Soort
- Lightbournus russjenseni Lyons & Snyder, 2008